# (24157) Toshiyanagisawa
(24157) Toshiyanagisawa est un astéroïde de la ceinture principale.

## Description
(24157) Toshiyanagisawa est un astéroïde de la ceinture principale. Il fut découvert le 1er novembre 1999 à la station Anderson Mesa par le programme LONEOS. Il présente une orbite caractérisée par un demi-grand axe de 2,34 UA, une excentricité de 0,04 et une inclinaison de 4,0° par rapport à l'écliptique.

## Compléments